# Aquilonia (Hyboria)
Aquilonia è una terra immaginaria nata dalla fantasia di Robert E. Howard all'interno del mondo dell'Era hyboriana, creato per il suo personaggio Conan il barbaro, che ne diverrà re.
Howard fu piuttosto preciso nella localizzazione tra il suo mondo immaginario e l'odierna Europa, e Aquilonia può essere collocata nella moderna Italia, ma intesa nell'epoca dell'impero romano..

## Origini

### Antenati durante i cataclismi
Howard ha spiegato le origini e la storia di Aquilonia e dei suoi abitanti nel suo saggio l'era hyboriana (The Hyborian Age). Le civiltà di Thuria, Lemuria ed Atlantide, accennate nella serie di Kull di Valusia, sono cadute a seguito di cataclismi alcuni secoli dopo il regno di Valusia.
Secondo l'opera ai tempi del cataclisma un gruppo di primitivi esseri umani erano ad un livello tecnologico appena superiore a quello dell'uomo di Neanderthal. Fuggiti dalle zone nordiche, quanto rimaneva del continente di Thuria, si inoltrarono in territori innevati abitati da una razza di scimmie carnivore, dotate di una grande pelliccia bianca e apparentemente originarie di quella zona. Gli invasori iniziarono una guerra con le scimmie fino a quando riuscirono ad allontanarle oltre il Circolo polare artico. Credendo il loro nemico sconfitto, gli umani si adattarono al clima rigido e crearono i primi insediamenti.

### Antenati hyboriani
Millecinquecento anni dopo i discendenti di questo gruppo iniziale erano chiamati Hyboriani, dal nome del loro dio principale, Bori (probabilmente basato sul dio Búri della mitologia norrena). Il libro descrive Bori come un grande capo tribale, deificato in seguito e ricordato nella tradizione orale come una guida durante le loro migrazioni al nord.
Da quel momento in poi le varie tribù hyboriane indipendenti si diffusero in tutte le regioni settentrionali. Alcune di esse erano migrate in precedenza in cerca di nuove aree da colonizzare. Gli Hyboriani dovevano ancora scontrarsi con altri gruppi culturali, ma si fecero anche guerre tra di loro. Howard li descrive come una razza potente e guerriera, formata da individui generalmente alti, con i capelli castano rame e gli occhi grigi. Dal punto di vista culturale erano già raffinati artisti e poeti. La maggior parte delle tribù facevano ancora affidamento sulla caccia per il loro sostentamento. Le loro propaggini meridionali, tuttavia, praticavano da vari secoli l'allevamento del bestiame.
L'unica interruzione del loro lungo isolamento da altri gruppi culturali avvenne per opera di un avventuriero solitario, rimasto anonimo nel libro. Egli aveva attraversato il Circolo Artico ed era ritornato con la notizia che i loro antichi avversari, le scimmie, non erano in realtà annientate. Si erano invece evolute in uomini scimmia, ormai numerosi che, secondo lui, avrebbero presto raggiunto la condizione di umani ed in futuro sarebbero divenuti una minaccia per gli Hyboriani. Tentò quindi di reclutare una forza militare abbastanza numerosa per condurre una campagna contro i nemici, ma gli Hyboriani non furono convinti dai suoi racconti e alla fine solo un piccolo gruppo di giovani temerari lo seguì. Nessuno di loro fece ritorno. 

### Inizi dell'Era hyboriana
Con la crescita continua della popolazione hyboriana, crebbe anche la necessità di nuove terre. Gli Hyboriani iniziarono ad espandersi al di fuori dei loro abituali territori e cominciò allora per loro una nuova era di migrazioni e conquiste. Per cinquecento anni essi si sparsero a sud e ad ovest del loro continente senza nome.
Per la prima volta da millenni essi incontrarono così altri gruppi tribali, conquistando molti clan più piccoli di varie origini. I sopravvissuti dei clan sconfitti si mescolarono infine con i loro conquistatori, trasmettendo le caratteristiche razziali alle nuove generazioni di Hyboriani. Le tribù hyboriane di sangue misto si trovarono a loro volta a dover difendere i loro territori dalle successive ondate migratorie delle tribù hyboriane di sangue puro. Spesso i nuovi invasori avrebbero colpito duramente i difensori prima di assorbirli, dando luogo alla fine ad una intricata rete di tribù e nazioni hyboriane con vari elementi ancestrali nelle loro linee di discendenza.
Il primo regno hyboriano organizzato ad emergere fu Hyperborea. La tribù che lo fondò entrò nella sua era neolitica quando padroneggiava l'architettura, in particolare quella degli edifici di pietra. All'inizio questi furono realizzati per ragioni di fortificazione: gli Hyperboriani costruirono in primo luogo una rozza fortezza di pietra per difendere il loro territorio dai possibili nemici. Erano ancora nomadi e vivevano in tende fatte con le pelli di cavalli, ma presto le abbandonarono in favore delle prime case di pietra, che erano ancora rozze ma resistenti. Si stabilirono permanentemente in insediamenti fortificati e svilupparono costruzioni ciclopiche per fortificare ulteriormente le loro mura difensive.
Gli Hyperboriani erano ormai la più avanzata delle tribù hyboriane ed iniziarono ad espandere il loro regno attaccando i loro più arretrati vicini. Molte tribù persero i propri territori nelle guerre contro di loro, mentre altre fuggirono e cominciarono le loro migrazioni prima ancora di scontrarsi con loro. Entrambi i gruppi migratori preferirono questa soluzione piuttosto che divenire semplici vassali dei loro potenti parenti hyboriani. Nel frattempo gli "uomini scimmia" del Circolo Artico si erano evoluti in una nuova razza di umani alti e con i capelli chiari. Iniziarono quindi la propria migrazione verso sud, prendendo il posto delle tribù hyboriane più settentrionali.

### Dominatori dell'Ovest
Per i successivi mille anni le bellicose nazioni hyboriane avanzarono fino a diventare i dominatori delle aree occidentali del continente senza nome. Incontrarono i Pitti e li obbligarono a restare confinati nelle desolazioni occidentali che sarebbero divenute note come le "Lande Pittiche". Seguendo l'esempio dei loro cugini hyperboriani, altri Hyboriani cominciarono a stabilirsi e a creare i loro regni.
Il più meridionale dei primi regni fu Koth, che venne fondato a nord delle terre di Shem e presto cominciò ad espandere la sua influenza culturale sui pastori meridionali. Appena a sud delle Lande Pittiche vi era la fertile valle conosciuta come "Zing". La tribù hyboriana nomade che conquistò quelle terre assorbì i popoli già insediati, una nazione agricola senza nome imparentata con il popolo di Shem ed una bellicosa tribù pittica che li aveva precedentemente conquistati, fondando il regno di Zingara e fondendo gli Hyboriani, i Pitti e i parenti senza nome degli Shemiti in una sola nazione, che prese il nome di Zingarani. 
Dall'altra parte a nord del continente, gli invasori dai capelli chiari del Circolo Artico erano cresciuti di numero e di potenza. Continuarono la loro espansione verso sud mentre ricacciavano a loro volta a sud gli Hyboriani sconfitti. Perfino Hyperborea fu conquistata da una di queste tribù barbare, ma i conquistatori qui decisero di mantenere il vecchio nome del regno, fondendosi con gli Hyperboriani sconfitti e adottando elementi della cultura hyboriana. Le continue guerre e migrazioni avrebbero caratterizzato le altre aree del continente per altri cinquecento anni.

## Storia iniziale

### Popoli imparentati
Howard lasciò nel vago le origini specifiche di Aquilonia. Questa fu menzionata per la prima volta nel suo saggio come uno dei nove Regni hyboriani rimasti quando le frontiere furono più o meno stabilizzate. I suoi Regni fratelli erano Nemedia, Brythunia, Hyperborea, Koth, Ophir, Argos, Corinthia e i cosiddetti Regni di Confine. Mentre gli altri erano effettivamente Regni unificati, questi ultimi erano un'area colonizzata circondata da Aquilonia, Cimmeria, Hyberborea, Brythunia e Nemedia, contenente varie città-stato. Sembra che i Regni di Confine fossero iniziati come colonie hyboriane e avessero mantenuto la loro indipendenza in gran parte perché i loro più potenti vicini preferivano avere questa entità relativamente innocua alle loro frontiere piuttosto che doversi scontrare tra loro in una guerra territoriale dall'esito incerto. 
Il popolo di Aquilonia era imparentato anche con gli Zingarani, ma il retaggio razziale misto di questo popolo costiero spinse Howard a non considerarli come veri Hyboriani. Egli descrisse gli Zingarani come dotati di una pelle più scura dei loro cugini hyboriani e con abitudini esotiche. Sebbene sottolinei che questa descrizione si adatta anche al popolo di Zamora, i due Regni e le loro popolazioni non erano imparentate. 

### Cultura
Aquilonia sarebbe emersa come il più potente dei Regni hyboriani. La cultura hyboriana dell'epoca è descritta da Howard come dinamica e la sua influenza civilizzatrice era avvertita dalla maggior parte dei suoi vicini barbari. Nonostante il loro retaggio misto, che li differenziava ormai in parte dai loro antenati, Howard sottolinea come gli Hyboriani non si fossero affatto indeboliti. La schiavitù era diffusa in quel mondo, dando luogo ad unioni di schiavi con i loro padroni e, conseguentemente, producendo discendenze di sangue misto nella maggior parte dei Regni del tempo, hyboriani o no. 
La stessa Aquilonia conteneva almeno tre province la cui cultura e retaggio erano in parte distinti dagli altri Aquiloniani. La provincia di Gunderland a nord nel paese non conteneva schiavi, sebbene Howard non spieghi le ragioni della loro assenza. Il popolo di questa provincia aveva subito meno incroci con altre razze rispetto a qualsiasi altro hyboriano dell'epoca e assomigliava pertanto più strettamente degli altri agli antichi Hyboriani, avendo ancora i capelli ramati e gli occhi grigi.
Dal confine settentrionale di Zingara, attraverso tutta la frontiera pittica, a sud della Cimmeria e ad est dei Regni di Confine vi erano le estese Marche Bossoniane. I Bossoniani discendevano da una razza un tempo indipendente che era stata tra le prime a cadere davanti agli Hyboriani. Malgrado avessero ormai qualche traccia di sangue hyboriano, il loro aspetto era differente. Avevano statura "media" e carnagione chiara, occhi o grigi o marroni e crani mesocefalici.
La loro posizione ai confini della civiltà con i barbari non permise mai loro di progredire al livello culturale degli altri Hyboriani. Erano per lo più agricoltori, risiedevano in villaggi fortificati e la loro principale preoccupazione era difendere la loro terra dalle incursioni barbare e, di riflesso, proteggere Aquilonia e gli Hyboriani in generale dall'affrontare le invasioni dei Pitti o dei Cimmeri. Secoli di guerre barbare fecero dei Bossoniani combattenti particolarmente tenaci e resero le loro tecniche di difesa impenetrabili alle cariche dirette preferite dai comandanti militari barbari. 
A sud la provincia di Poitain confinava con Zingara. Le relazioni relativamente pacifiche tra i due Regni civilizzati permettevano alle persone e alle merci di fluire costantemente attraverso le frontiere. Gli incroci con gli Zingarani portarono gli individui di Poitan ad avere prevalentemente capelli neri e occhi marroni.

### Confini
I confini occidentali di Aquilonia erano con le Desolazioni Pittiche e Zingara. I Pitti erano più o meno immobili culturalmente e non avevano progredito significativamente per millenni. I due popoli si scontrarono spesso in guerre di confine, con le tribù pittiche che tentavano incursioni e i coloni che tentavano di espandere il loro Regno verso ovest. A causa della fiera resistenza opposta in entrambi i casi, queste campagne avevano scarso successo e alti costi in termini di vittime.
Gli Zingarani erano una potenza navale emergente, il cui principale obiettivo era la competizione delle loro flotte militari e mercantili con Argos e Stigia per il dominio del Mare Occidentale. Howard non menziona conflitti significativi con Aquilonia in questa fase. 
Le mappe del mondo hyboriano raffigurano un piccolo territorio dove i confini meridionali di Aquilonia con Zingara e Ophir erano a brevissima distanza dalle frontiere settentrionali di Argos con entrambi gli stati, ma Howard non specificò nulla al riguardo.
A sud Aquilonia confinava sia con Zingara che con Ophir. Ophir era una regione di miniere d'oro come indicato dal suo nome, che Howard prese da Ophir, un antico porto o regione menzionato nel Libro dei Re come famoso per la sua ricchezza. Durante il Regno di Giuda e Israele, Ophir presumibilmente fornì a Salomone carichi d'oro, argento, legno di sandalo, pietre preziose, avorio, scimmie e pavoni. Anche Howard probabilmente inventò la sua versione di Ophir come regno concentrandosi sul commercio, ma generalmente ha un ruolo secondario nelle storie di Conan. Al tempo di quest'ultimo, Aquilonia e Ophir erano alleate.
I confini meridionali di Aquilonia erano con Nemedia, il secondo più potente dei Regni hyboriani e probabilmente culturalmente un po' più avanzato. I due principali concorrenti per il dominio del momdo hyboriano si sarebbero spesso scontrati in guerra senza riuscire a prevalere l'uno sull'altro. Nemedia era menzionata frequentemente nelle opere di Howard come la principale fonte della filosofia hyboriana e sembra che i sacerdoti nemediani di Mitra si siano sparsi in tutto il mondo hyboriano nel loro sforzo di convertire altri alla loro religione. Sebbene Howard non si soffermi mai sulla teologia, la versione del Mitraismo preistorico è la religione che nelle sue opere assomiglia di più al monoteismo. Howard denomina perfino le sue immaginarie fonti d'informazione sull'Era hyboriana come "Cronache nemediane", indicando i Nemediani come i più celebri cronisti del loro tempo.
Le frontiere nordorientali di Aquilonia con i Regni di Confine servivano ad impedire ad Aquilonia di avere frontiere a contatto diretto con Hyperborea e, per un tratto ancora più esteso, con la Cimmeria. L'ampiezza dell'influenza aquiloniana su quest'area è incerta, sebbene scrittori imitatori di Howard abbiano descritto gli sforzi coloniali aquiloniani.
I confini settentrionali di Aquilonia erano con la Cimmeria. I Cimmeri erano discendenti del popolo di Atlantide che erano riusciti a sopravvivere al cataclisma. Sono ancora barbari ma hanno evitato l'immobilismo culturale dei Pitti. Il saggio sottolinea che hanno mantenuto i contatti con i loro vicini: a nord con Vanaheim e Asgard, a est con Hyperborea, a sudest con i Regni di Confine, a sud con Aquilonia e ad ovest con le Desolazioni Pittiche. Grazie a questi contatti acquisirono sempre maggiore familiarità con i progressi degli altri popoli e produssero essi stessi graduali sviluppi culturali. 
I Cimmeri erano formati da varie tribù, che erano spesso in guerra tra loro quando non difendevano attivamente e tenacemente il loro territorio dalle incursioni ed invasioni militari dei loro vicini. Erano fieramente indipendenti e resistettero a tutti i tentativi di conquista. Conducevano incursioni nei regni altrui ma erano incapaci o non interessati ad espandere i loro territori. Aquilonia riuscì a difendersi con successo dalle scorrererie, ma i suoi sforzi di espandersi nelle terre cimmere incontrarono sempre una fiera opposizione. Queste frontiere rimasero sorprendentemente stabili dopo secoli di guerra.

## Era di Conan
Al tempo di Conan, i regni hyboriani avevano dietro di essi secoli di storia e stavano probabilmente entrando in una fase di inerzia. Nessuno di essi fu apparentemente in grado di sopraffare i loro tradizionali nemici e/o di fare conquiste significative territoriali per tutta la lunga carriera di questo vagabondo e ambizioso cimmero. 

### Battaglia di Venarium
Il primo incontro conosciuto di Conan con gli Aquiloniani fu anche la sua prima battaglia. In un altro tentativo di espansione gli Aquiloniani fondarono l'insediamento di frontiera chiamato Venarium dentro la Cimmeria meridionale. 
Alla fine, un'alleanza di tribù cimmere prese di mira questa fortezza avanzata e riuscì a saccheggiarla. Un Conan quindicenne era tra i vittoriosi combattenti. Questo evento fu menzionato per la prima volta da Howard stesso nella storia Oltre il Fiume Nero. 
Conan stava conversando con Balthus, un giovane aquiloniano, che sosteneva che i Pitti sarebbero stati incapaci di resistere all'espansione aquiloniana perché non si sarebbero mai uniti e gli Aquiloniani avrebbero potuto sferzare ogni singolo clan. Conan ha molto da dire: "Oppure ogni tre o quattro clan. Ma un giorno sorgerà un uomo ed unirà trenta o quaranta clan, proprio come si fece tra i Cimmeri, quando i Gunderiani tentarono di spingere il confine verso nord, anni fa. Tentarono di colonizzare le marche meridionali della Cimmeria: distrussero alcuni piccoli clan, costruirono una città fortezza, Venarium — hai sentito il racconto."
Balthus deve ammettere: "Mio zio era a Venarium quando i Cimmeri sciamarono oltre le mura. Fu uno dei pochi che scampò a quel massacro. L'ho sentito narrare il racconto, più di una volta. I barbari uscirono dilagando dalle colline in un'orda famelica, senza preavviso, e si abbatterono su Venarium con tale furia che nessuno poté resistere loro. Uomini, donne e bambini furono trucidati. Venarium fu ridotta ad un ammasso di rovine carbonizzate, com'è ancora oggi. Gli Aquiloniani furono ricacciati oltre le marche, e da allora non hanno mai più tentato di colonizzare il paese cimmero. Ma tu parli di Venarium in modo familiare. Eri forse là?" 
Conan risponde liberamente: "Ero uno dell'orda che sciamò oltre le mura. Non avevo ancora quindici inverni, ma già il mio nome veniva ripetuto intorno ai fuochi del consiglio."
Vari scrittori successivi sia nei romanzi che nei fumetti si sarebbero diffusi sui dettagli di questo primissimo combattimento della vita del cimmero. Tuttavia la battaglia diventò l'argomento di un intero romanzo solo con la pubblicazione di Conan di Venarium di Harry Turtledove nel 2004. Ma si dovrebbe notare che quest'ultimo romanzo è stato criticato in quanto la sua versione dei Cimmeri è incompatibile con il canone howardiano. Ad esempio Dale Rippke, un veterano degli studi su Conan, ha sostenuto nella sua recensione del romanzo: "I Cimmeri di Howard hanno appena superato l'età della pietra. Sono più evoluti dei suoi Pitti, in quanto sono capaci di lavorare i metalli, ma sembrano solo campare alla giornata nelle zone selvagge della Cimmeria. Turtledove fa vivere Conan a Duthil, una città medievale completa di edifici a più piani e di una bottega di fabbro con una fucina a mantice. Sembra che non ci siano affatto molte privazioni nella Cimmeria di Turtledove."

### Valeria
Aquilonia abbastanza sorprendentemente gioca un ruolo periferico nella maggior parte delle storie che narrano le avventure giovanili di Conan, in quanto spesso hanno luogo nell'estremo est e sud del mondo hyboriano. Conan e altri personaggi a volte ne fanno menzione nella conversazione. 
In Chiodi rossi Conan era attivo con Valeria nei "Paesi Neri" del Sud ma la nomina a Valeria nel passare informazioni apprese dagli Aquiloniani. "L'unione fa la forza. È ciò che dicevano i rinnegati aquiloniani a noi Cimmeri quando venivano tra le colline a radunare un esercito per invadere il proprio paese. Ma noi combattiamo sempre per clan e tribù." Valeria stessa era aquiloniana ma Howard non si diffonde sul suo passato.

### Servizio nell'esercito aquiloniano
In Conan il bandito (1991) di John Maddox Roberts, Conan aveva appena superato la quarantina e veniva raffigurato per la prima volta mentre entrava in Aquilonia, diretto verso la capitale Tarantia per offrire i suoi servigi come mercenario all'esercito aquiloniano. Questa storia doveva condurre direttamente a quella di Howard Oltre il Fiume Nero, dove Conan prestava già da qualche tempo servizio nelle forze armate aquiloniane ed era assegnato alla frontiera pittica. 
Al tempo di questo romanzo, gli Aquiloniani erano avanzati oltre il Fiume del Tuono, che fungeva da confine tradizionale, in un altro sforzo di espandersi verso ovest. Avevano occupato tutta la distanza fino al cosiddetto Fiume Nero e avevano chiamato il loro nuovo territorio Conajohara. La fortezza militare di Forte Tuscelan serviva ad ospitare le forze armate assegnate a quest'area. Parecchi coloni civili avevano già fondato nuclei familiari sparsi per tutta Conajohara. I loro rinforzi più vicini in caso di bisogno sarebbero giunti da Forte Velitrium, posto accanto al Fiume del Tuono. Ma i Pitti intendevano reclamare il loro territorio e rappresentavano una costante minaccia. 
Conan prestò servizio lealmente ma considerava l'intero sforzo della colonizzazione sia vano che inutile: "I Pitti continuano a intrufolarsi per bruciare e assassinare." ... "Non vengono sempre da soli. Un giorno cercheranno di spazzare i coloni via da Conajohara. E potrebbero riuscirci — probabilmente ci riusciranno. Questa faccenda della colonizzazione è folle, ad ogni modo. C'è un sacco di buona terra ad est delle Marche Bossoniane. Se gli Aquiloniani frazionassero qualcuna delle grandi proprietà dei loro baroni, e piantassero grano dove ora si cacciano solamente i cervi, non dovrebbero attraversare la frontiera e togliere ai Pitti la loro terra." ... "Io sono un mercenario. Vendo la mia spada al miglior offerente. Non ho mai piantato grano e mai lo farò, finché ci saranno altri raccolti da mietere con la spada. Ma voi Hyboriani vi siete espansi fin dove vi è stato consentito di farlo. Avete attraversato le marche, bruciato qualche villaggio, sterminato qualche clan e spinto indietro la frontiera fino al Fiume Nero; ma dubito che sarete persino capaci di conservare ciò che avete conquistato, e non spingerete mai la frontiera ancora più verso ovest. Il vostro stupido re non capisce le condizioni qui. Non vi manderà abbastanza rinforzi, e non ci sono abbastanza coloni per resistere all'urto di un attacco concertato che venga da oltre il fiume."
Gli eventi della storia avrebbero in parte dato ragione alle sue opinioni. Le tribù pittiche unite sotto il mago Zogar Sag riuscirono a distruggere Forte Tuscelan e reclamarono con successo Conajohara. Conan riuscì a guidare la difesa di Velitrium ed i Pitti subirono abbastanza vittime da non tentare di espandersi ad est. Ma neanche gli aquiloniani poterono più espandersi ad ovest dopo questa spettacolare disfatta. La storia si concludeva con il seguente giudizio: "La barbarie è la condizione naturale del genere umano. La civiltà è innaturale. È un capriccio delle circostanze. E alla fine la barbarie deve sempre trionfare."
La raccolta del 1978 Conan lo spadaccino contiene il racconto breve Luna di sangue di L. Sprague de Camp e Lin Carter. La storia continua direttamente da Oltre il Fiume Nero e vede Conan promosso a capitano come risultato delle sue imprese nella storia precedente. Il suo prolungato coinvolgimento nella Guerra Pittica gli guadagna l'ulteriore promozione a generale ed un invito regale a Tarantia alla fine della storia.
La storia conduceva direttamente a Lo straniero nero (1967), un'altra storia iniziata da Howard ma parzialmente riscritta e completata da de Camp. In base ad essa, Conan visitò Tarantia in un trionfo organizzato da Re Numedides per celebrare i suoi successi alla frontiera. Di fronte alle folle aquiloniane che acclamavano Conan come un eroe, Numedides cominciò però a vedere in quel generale così popolare un possibile pretendente al suo trono. Il sospettoso monarca allora tradì Conan e lo fece arrestare e rinchiudere nella Torre, in attesa dell'esecuzione.

### Ribellione aquiloniana
Lo straniero nero continua con Conan che viene aiutato ad evadere dalla prigionia da alcuni alleati aquiloniani. Il cimmero fugge da Tarantia da solo, si dirige verso le Marche Bossoniane e attraversa a nuoto il Fiume del Tuono,  pensando giustamente che Numedides non lo avrebbe inseguito nelle Desolazioni Pittiche. Decide di rischiare una traversata del Mare Occidentale e rimane coinvolto negli sforzi dei predoni del mare Zingarani e Barachani di localizzare il famoso tesoro di Tranicos, un grande pirata ucciso da forze soprannaturali. La fine della storia trova Conan in possesso del tesoro, di nuovo in contatto con i suoi alleati aquiloniani e pronto ad iniziare una ribellione contro Numedides. 
Il racconto di questa ribellione è narrato in Conan il liberatore (1979) di de Camp e Carter. Il romanzo caratterizza Numedides come un folle, terribilmente crudele ma in qualche modo incapace: il vero potere dietro il trono è infatti il suo stregone Thulandra Thuu che persegue però i suoi piani. Il romanzo mostra parecche battaglie ma Conan e Thulandra Thuu portano avanti la loro lotta anche mediante vari, più sottili complotti e attraverso lo spionaggio. Alla fine del romanzo Numedides è ucciso e Conan reclama per sé la corona di Aquilonia.

### Re di Aquilonia
La fenice sulla lama (1932) fu la primissima storia di Conan scritta da Howard e lo mostra come un re appena incoronato. Il suo regno è iniziato solo da pochi mesi ma già vari nobili dissenzienti ed i loro agenti hanno "pervaso l'impero di sedizione ed inquietudine".
Le persone chiave della sua amministrazione includevano a questo punto Trocero, Conte di Poitain e Siniscalco di Aquilonia, Prospero, generale poitainiano e "braccio destro di Re Conan", Pallantides, "comandante dei Dragoni Neri" che rappresentano le truppe imperiali d'élite, e Publius, "l'alto consigliere".
Conan ha scoperto con suo disappunto che "queste faccende dell'arte di governo mi stancano come non hanno mai fatto tutti i combattimenti che ho sostenuto". ... "Sembrano secoli da quando avevo un cavallo tra le ginocchia - ma Publius dice che affari nella città richiedono la mia presenza. Maledizione a lui!" ... "Quando rovesciai la vecchia dinastia fu abbastanza facile, anche se sembrò tremendamente dura al tempo. Ripensando ora al sentiero folle che ho seguito, tutti quei giorni di fatica, intrigo, massacro e tribolazione sembrano come un sogno. Non ho sognato abbastanza lontano, Prospero".
"Quando Re Numedides giaceva morto ai miei piedi e strappai la corona dalla sua testa insanguinata e la posi sulla mia, avevano raggiunto il confine estremo dei miei sogni. Mi ero preparato a prendere la corona, non a conservarla. Nei vecchi giorni liberi tutto ciò che volevo era una spada affilata e un sentiero dritto verso i miei nemici. Ora nessun sentiero è dritto e la mia spada è inutile. Quando rovesciai Numedides, allora ero il Liberatore - ora sputano sulla mia ombra. Hanno messo una statua di quel porco nel tempio di Mitra, e la gente va a lamentarsi davanti ad essa, acclamandola come la sacra effigie di un santo monarca che è stato messo a morte da un barbaro con le mani insanguinate. Quando da mercenario conducevo i suoi eserciti alla vittoria, Aquilonia trascurava il fatto che ero uno straniero, ma ora non può perdonarmelo. Ora nel tempio di Mitra vengono a bruciare incenso alla memoria di Numedides, uomini che i suoi carnefici hanno mutilato e accecato, uomini i cui figli sono morti nelle sue segrete, le cui mogli sono state trascinate nel suo serraglio. Che volubili sciocchi!"
Howard accompagnò il racconto con i versi di un poema hyboriano, "La strada dei re", che sembra riassumere i sentimenti di Conan:
Quando ero un combattente, i timpani battevano,

Il popolo spargeva polvere d'oro davanti alle zampe del mio cavallo;

Ma ora che sono un grande re, il popolo segue la mia pista.
 
Con veleno nella coppa del mio vino, e pugnali alla mia schiena.

Quattro uomini stavano già tramando il suo assassinio. Il primo era Ascalante, "un tempo conte di Thune" il cui regno era stato confiscato. Si era ridotto a dimorare nei deserti d'oriente e a depredare le carovane per vivere. Era stato richiamato per organizzare il complotto dell'assassinio e progettava di reclamare il trono per sé stesso. Il secondo era Dion, il "grasso" barone di Attalus le cui grandi ricchezze finanziavano i loto complotti e che aveva la principale pretesa al trono mediante "una traccia di sangue reale". Il terzo era Gromel, un ostinato comandante bossoniano della Legione Nera che desiderava essere promosso al comando di tutto l'esercito.
Il quarto era un personaggio insolito per i racconti di Conan. Rinaldo, un poeta idealista con nessuna ambizione personale. era la principale fonte di propaganda per la memoria di Numedides e le critiche a Conan. Ascalante descriveva il suo alleato come segue: "Rinaldo non ha alcuna ambizione personale. Egli vede in Conan un barbaro dalle mani insanguinate e dai piedi coperti di pelli che è venuto dal nord per saccheggiare una terra civilizzata. Idealizza il re che conan ha ucciso per prendere la corona, ricordando solo che occasionalmente proteggeva le arti, e dimenticando i mali del suo regno, e li sta facendo dimenticare al popolo. Già cantano apertamente Il lamento per il Re in cui Rinaldo loda la canaglia santificata e denuncia Conan come 'quel selavaggio degli abissi dal cuore nero'. Conan ride, ma il popolo mugugna." In realtà Conan era ben consapevole della poesia di Rinaldo ma non era disposto a perseguire l'uomo: "È al di là della mia portata. Un grande poeta è più grande di qualsiasi re. I suoi canti sono più potenti del mio scettro; perché mi ha quasi strappato il cuore dal petto quando ha scelto di cantare per me. Io morirò e sarò dimenticato, ma i canti di Rinaldo vivranno per sempre."
Gli assassini erano riusciti ad allontanare dalla capitale la maggior parte degli ufficiali e delle truppe fedeli a Conan, alcuni in missioni diplomatiche e altri come rinforzo per la sempre inquieta frontiera pittica. Il complotto fu sconvolto dal coinvolgimento delle forze magiche. Ascalante aveva reso schiavo Thoth - Amon, uno stregone stigiano la cui principale fonte di potere era l'Anello Serpente di Set.
Secondo la descrizione di Thoth: "Ero un grande stregone nel sud. Gli uomini parlavano di Thoth-Amon come parlavano di Rammon. Re Ctesphon di Stigia mi diede grande onore, declassando i maghi dalle posizioni elevate per esaltare me al di sopra di loro. Essi mi odiavano, perché controllavo esseri dal mondo esterno che accorrevano al mio richiamo ed eseguivano i miei ordini. Per Set, il mio nemico non conosceva l'ora in cui si sarebbe potuto risvegliare a mezzanotte per sentire le dita unghiute di un orrore senza nome sulla sua gola! Feci magie oscure e terribili con l'Anello Serpente di Set, che trovai in una tomba avvolta nella notte ad una lega sotto la terra, dimenticato prima che il primo uomo strisciasse fuori dal mare melmoso. Ma un ladro rubò l'Anello ed il mio potere fu infranto. I maghi si sollevarono per uccidermi, ed io fuggii. Travestito da cammelliere, stavo viaggiando in una carovana nella terra di Koth, quando i predoni di Ascalante piombarono su di noi. Nella carovana furono tutti uccisi eccetto me; mi salvai la vita rivelando la mia identità ad Ascalante e giurando di servirlo. Amara è stata quella schiavitù!"
Ascalante usò lo stigiano per organizzare il suo complotto e prima dell'assassinio lo mandò a tenere d'occhio Dion. Dion non avrebbe preso parte all'azione ma ne avrebbe atteso i risultati. Thoth-Amon scoprì che il barone aveva in suo possesso l'Anello Serpente che gli era stato venduto come pietra portafortuna. Toth-Amon nella sua collera uccise Dion e reclamò l'anello ed il suo potere, scatenando un'entità magica per trovare ed assassinare Ascalante. D'altro canto l'uso di questa magia risvegliò Epimitreus il Saggio, un prete di Mitra che era morto da 1.500 anni e la cui tomba nel Monte Golamira era considerata perduta. Egli visitò lo spirito di Conan e gli spiegò: "Il tuo destino è una cosa sola con Aquilonia. Giganteschi avvenimenti si stanno formando nella tela e nel grembo del Fato, ed uno stregone folle di sangue non deve mettersi sul cammino del destino imperiale. Secoli fa Set si avvolse intorno al mondo come un pitone intorno alla sua preda. Per tutta la mia vita, che era come le vite di tre uomini normali, lo combattei. Lo respinsi nel misterioso sud, ma nell'oscura Stigia gli uomini adorano lui che per noi è l'arcidemone. Come ho combattuto Set, io ho combattuto i suoi adoratori, i suoi seguaci ed i suoi accoliti. Sguaina la tua spada." Egli benedisse la spada di Conan con il simbolo della Fenice che si rivelò sufficiente ad uccidere l'entità.
La storia è seguita da La cittadella scarlatta dove Conan affronta un complotto per deporlo ordito e al suo ex alleato Amalrus di Ophir, da Strabonus di Koth, da Thosta-Lanti che esercitava il potere dietro il trono di Koth e dal principe Arpello di Pellia, un membro sopravvissuto della vecchia dinastia aquiloniana. Tutti e quattro lo considerano un mero usurpatore per la sua mancanza di sangue reale.
Conan tuttavia proclama la loro indegnità  per i loro rispettivi troni: "Come siete arrivati alla vostra corona, voi e quel maiale alla faccia nera accanto a voi? I vostri padri affrontarono le lotte e le sofferenze, e vi consegnarono le loro corone su piatti d'oro. Per ciò che voi avete ereditato senza muovere un dito - tranne che per avvelenare qualche fratello - io ho combattuto. Voi sedete sul velluto e tracannate il vino che il popolo si suda, e parlate di diritti divini di sovranità - bah! Io mi sono arrampicato dall'abisso della nuda barbarie fino al trono e in queslla scalata ho versato il mio sangue con la stessa libertà con cui ho versato quello di altri. Se qualcuno di noi ha il diritto di governare uomini, per Crom, quello sono io! In che modo vi siete dimostrati superiori a me? Ho trovato Aquilonia nella morsa di un maiale come voi - uno che faceva risalire la sua genealogia a mille anni prima. La terra era lacerata dalle guerre dei baroni, ed il popolo gridava sotto l'oppressione e le tasse. Oggi nessun nobile aquiloniano osa maltrattare il più umil dei miei sudditi, e le tasse del popolo sono più leggere che in qualsiasi altra parte del mondo. Che mi dite di voi? Tuo fratello, Amalrus, possiede la metà occidentale del tuo regno, e ti sfida. E tu, Strabonus, i tuoi soldati perfino ora stanno assediando i castelli di una dozzina o più di baroni ribelli. I popoli di entrambi i vostri regni sono schiacciati a terra da tasse e imposte tiranniche."
Alla fine del romanzo i tre cospiratori reali sono morti, Thotha-Lanti non morto ma decapitato e gli eserciti di Koth ed Ophir nettamente sconfitti. L'ultima storia di Howard che mostrava Conan come re fu L'ora del Dragone che fa vedere Conan che viene deposto in favore di Valerius, anziano discendente vivente della vecchia famiglia reale, e Aquilonia che cade sotto l'occupazione di Nemedia. In realtà tutto era parte di un complotto di Xaltotun per resuscitare l'antico impero di Acheron che aveva trovato la sua fine tremila anni prima. Conan è restaurato sul trono alla fine ed i Nemediani definitivamente sconfitti.
Ne L'ora del dragone Conan promette di sposare Zenobia di Nemedia che gli aveva salvato la vita e di farne la sua regina. Il suo regno successivo e la loro vita coniugale furono esplorati nei romanzi Conan il vendicatore (The Return of Conan, 1957) di Björn Nyberg e de Camp, Conan il grande (1989) di Leonard Carpenter, Conan di Aquilonia (1977) di de Camp e Carter e Conan delle Isole (1968) di de Camp e Carter. Verso l'ultimo romanzo Conan completa un regno di più di due decenni e abdica a favore di suo figlio Conan II di Aquilonia, soprannominato Conn. Conan il vecchio si dirige verso un'ultima avventura nel Mare Occidentale.

## Storia successiva

### Costruttori di imperi
Conan delle Isole presume che Conan fosse il fondatore di una nuova dinastia aquiloniana. Una nuova dinastia con ascendenza sia cimmera che nemediana. Nessuna storia finora è stata riferita sulle loro attività e sulla durata della loro presenza sul trono. Howard tuttavia riferì la storia successiva di Aquilonia nel suo saggio sull'Età hyboriana.
Secondo quest'ultimo i re aquiloniani riuscirono infine a creare un impero attraverso le loro guerre di espansione. Zingara, Argos, Ophir e le città-stato occidentali di Shem furono annesse al regno aquiloniano. Koth, Corinthia e le città stato-orientali di Shem furono costrette a pagare tributo e ad offrire aiuto militare in tempo di guerra.
Hyberborea allora marciò contro il suo secolare nemico e le due forze hyboriane usarono i Regni di Confine come loro campo di battaglia. Gli Aquiloniani furono vittoriosi ed ai resti dell'esercito hyperboreano fu consentito di ritornare al loro paese. Hyperborea ritornò così al suo isolamento. Nemedia resisteva da secoli all'espansione aquiloniana ma a questo punto era più minacciata che mai. I Nemediani formarono un'alleanza con Brythunia, Zamora e segretamente con Koth al fine di fermare l'ulteriore ascesa di questo Impero aquiloniano.
Ma da qualche tempo Turan stava reclutando nuove tribù hyrkaniane che stavano migrando verso ovest. Così rafforzati i Turaniani invasero Zamora, Corinthia e alla fine Brythunia. Gli eserciti di Aquilonia e di Turan si fronteggiarono sul suolo brythuniano. I Turaniani furono costretti a ritirarsi e le forze aquiloniane riuscirono a conquistare Zamora. A quel tempo l'esercito aquiloniano era accompagnato da notevoli forze mercenarie, in particolare Zingarani, Pitti e Shemiti.
Nemedia abbandonò i piani di opporsi direttamente ad Aquilonia. Le alleanze con Brythunia e Koth furono mantenute, mentre Hyperborea si unì a questa serie di alleati. Il loro scopo però era semplicemente difendere la loro indipendenza dalla minaccia aquiloniana.
Ma l'afflusso di tribù hyrkaniane negli eserciti di Turan continuava. Altre campagne turaniane a Zamora e Shem dovettero essere fermate dagli Aquiloniani. Nel frattempo i Cimmeri continuavano ad affrontare i Bossoniani ai confini settentrionali di Aquilonia. Riuscirono perfino a condurre incursioni nel cuore di Aquilonia in cerca di bottino.

### Cambiamenti al confine pittico
I Pitti all'epoca stavano attraversando cambiamenti nel loro modo di essere. La loro popolazione e la loro potenza militare stavano aumentando. Attraverso i contatti con gli Hyboriani, avevano finalmente abbandonato l'età della pietra ed imparato una qualche rozza forma di lavorazione dei metalli. In particolare stavano usando rame e zinco, sebbene dovessero o depredare Zingara o commerciare con essa per procurarsi i metalli. Non vivevano più in caverne, ma le abbandonavano a favore di tende di cuoio e di rozze capanne nello stile bossoniano. Per la maggior parte erano ancora cacciatori, ma praticavano una limitata agricoltura quando non erano in grado di depredare i loro vicini per ottenere prodotti agricoli.
I Pitti stavano finalmente cominciando a fabbricare le loro rozze armi dal rame e dal bronzo quando due individui avrebbero cambiato il corso della loro storia. Il primo era Arus, un prete nemediano idealista determinato a civilizzare i Pitti e a convertirli al culto di Mitra. Il secondo era Gorm, un giovane capo pitto che colse l'opportunità di ottenere insegnamenti della civiltà per i suoi scopi.
Arus riconobbe zone ricche di metali e Gorm portò la sua tribù a costruire le prime miniere pittiche. Gorm visitò Aquilonia per accrescere la sua conoscenza della civiltà hyboriana mentre le fucine della sua tribù costruivano armi di metallo sempre più avanzate. Gorm usò il suo nuovo armamentario per espandere la sua influenza su parti sempre crescenti delle Desolazioni Pittiche. A volte con la guerra, a volte con la diplomazia e tutte le volte con l'astuzia, Gorm stava lottando per riunire i Pitti sotto il suo dominio.
I Pitti ora viaggiavano liberamente attraverso l'Impero Aquiloniano ed iniziavano ad unirsi all'esercito aquiloniano come mercenari in numeri sempre crescenti. I re di Aquilonia cercarono di avere buone relazioni con Gorm ed i suoi Pitti, in parte per mantenere costante l'afflusso di mercenari e in parte accarezzando l'idea di rivolgere i loro nuovi "alleati" contro i Cimmeri, il loro vero scopo essendo il reciproco annientamento dei due vicini popoli barbari. Ma le continue ostilità ai loro confini orientali e meridionali li tennero occupati e questo piano non fu mai portato a buon fine.
Gli Aquiloniani non si curavano delle sorti finali dei mercenari pittici che prestavano servizio con loro. Ma i veterani ritornavano dal loro popolo con nuove idee avanzate sull'arte della guerra e la prospettiva di insegnarle. La loro familiarità con la civiltà aumentava solo il loro disprezzo per essa. Le loro fucine stavano costruendo armi d'acciaio e preparansosi per il conflitto finale con i loro antichi padroni. Alla fine Gorm riuscì a riunire tutti i Pitti sotto il suo dominio. Howard lo paragona ad Attila l'Unno, a Gengis Khan e ad Osman I, un barbaro con tutti gli istinti di un costruttore di imperi. Era un uomo di mezza età, ma la sua guerra contro Aquilonia stava per cominciare.

### Altezza imperiale
Mentre Gorm stava riunendo i Pitti, gli Aquiloniani stavano attraversando cambiamenti nel loro modo di essere. Aquilonia era sempre stata un regno prospero, ma le nuove conquiste le portarono favolose ricchezze. Il lusso prese il posto della semplicità in ogni aspetto della vita. Gli Aquiloniani si vestivano di sete, ma non permisero a sé stessi di diventare molli.
Howard mette in evidenza che gli Aquiloniani rimasero una nazione vivace e virile, ma divennero eccessivamente arroganti e convinti della propria superiorità. Ora trattavano gli altri popoli del loro Impero ed i loro stati vassalli con crescente disprezzo mentre tasse più severe attendevano le nazioni conquistate.
Argos, Zingara, Ophir, Zamora e le province di Shem erano da qualche tempo ufficialmente annesse ad Aquilonia, ma non pienamente incorporate nell'identità aquiloniana. Le province erano gestite come territori occupati ed i loro popoli erano trattati come se fossero ridotti in schiavitù. Gli orgogliosi Zingarani continuavano a sollevarsi in rivolta anche di fronte a violente ritorsioni dei conquistatori aquiloniani. Koth era ufficialmente sotto la "protezione" di Aquilonia contro la minaccia hyrkaniana da est. In realtà era uno stato vassallo che continuava a pagare tributo.
Aquilonia non era invincibile. Nemedia resistette a tutti i tentativi di annessione e Hyperborea offrì aiuto militare in difesa del suo principale alleato. Un intero esercito aquiloniano fu decimato in un nuovo tentativo di invadere la Cimmeria. Un altro esercito fu quasi completamente annientato in un tentativo di invadere Asgard.
Mentre i tentativi di espandersi verso nord sembravano futili, il confine meridionale con la Stygia offriva nuove prospettive. Un esercito aquiloniano riuscì a decimare i suoi avversari stygiani in una battaglia presso il fiume Stige. La Stygia offrì di pagare tributo al nascente Impero in cambio della rinuncia ad un'invasione su vasta scala.
Una serie di fulminee campagne stremò poi Brythunia. Gli Aquiloniani si prepararono a ciò che intendevano fosse la loro campagna finale contro Nemedia.

### Fine dei Bossoniani
La campagna contro Nemedia si sarebbe rivelata essere l'inizio della fine per l'Impero Aquiloniano. Un'estesa forza aquiloniana con l'aggiunta di mercenari marciò versò Nemedia. Ma i dissidi tra le forze dell'entroterra di Aquilonia e quelle delle Marche Bossoniane tormentarono questa campagna. I Bossoniani erano rudi e meno civilizzati degli Aquiloniani veri e propri. I sempre più arroganti Aquiloniani avevano esteso il loro disprezzo per i popoli assoggettati anche ai loro secolari alleati. Dopo secoli di difesa dell'Impero, i Bossoniani erano poi trattati come inferiori. Essi fronteggiavano ora pesanti tasse ed erano reclutati per combattere in campi di battaglia assai lontani dalla loro patria. L'espansione dell'Impero Aquiloniano aveva portato poco beneficio ai territori bossoniani. I Bossoniani odiavano la loro nuova condizione e il trattamento inflitto loro dagli Aquiloniani e, com'è immaginabile, erano tutt'altro che entusiasti di seguire la nuova campagna. A questo punto i Pitti di Gorm invasero Bossonia, che era vigilata dalle poche forze rimaste. Non appena la notizia raggiunse il fronte nemediano, le truppe bossoniane abbandonarono la campagna. Esse si diressero indietro verso le Marche ed il nuovo fronte di guerra occidentale. Il loro arrivo tempestivo permise loro di sconfiggere i Pitti in una grande battaglia.
Ma la campagna aquiloniana fu indebolita da questa massiccia defezione e la difesa disperata dei Nemediani li obbligò a ritirarsi in difesa. Gli imperialisti aquiloniani erano infuriati e vendicativi. Howard evidenzia che gli imperialisti tendono ad essere intransigenti e miopi. Le truppe aquiloniane marciarono in segreto verso le Marche. Mercenari shemiti furono assegnati alla frontiera ed insediati tra gli abitanti dei villaggi. Poi gli Aquiloniani annunciarono che stava per iniziare una nuova guerra contro i Pitti. I capi bossoniani furono invitati ad un consiglio di guerra. Ma quando i capi arrivarono al consiglio senza le loro armi, credendo di essere tra amici, furono massacrati. I mercenari shemiti si rivoltarono contro i loro ospiti e le forze imperiali aquiloniane si unirono alla battaglia. L'intero territorio delle Marche Bossoniane fu saccheggiato e ridotto in rovine. Poi i vincitori secondo i loro ordini si ritirarono nell'entroterra di Aquilonia con il loro bottino. Gli Aquiloniani erano riusciti in quello che nessuna combinazione di Pitti e Cimmeri aveva fatto nel corso dei secoli. Avevano spazzato via i Bossoniani e lasciato le frontiere aquiloniane indifese contro tutti gli attacchi.